# Pierre Blondiaux
Pierre Auguste Blondiaux  (ur. 23 stycznia 1922 w Paryżu, zm. 14 kwietnia 2003 w Nicei) – francuski wioślarz, srebrny medalista olimpijski.
Wystąpił na igrzyskach olimpijskich w Helsinkach w 1952 roku, gdzie Francuzi w składzie: Pierre Blondiaux, Jean-Jacques Guissart, Marc Bouissou i Roger Gautier zdobyli srebrny medal w czwórkach bez sternika. W finale o 2,9 sekundy przegrali z osadą Jugosławii, a o 4,4 sekundy pokonali osadę Finlandii. Był to jego jedyny start olimpijski.
Na rozgrywanych trzy lata później igrzyskach śródziemnomorskich w Barcelonie zdobył brązowy medal w ósemkach.
Ponadto zdobył brązowy medal w czwórkach bez sternika na mistrzostwach Europy w Mâcon (1951) oraz w ósemkach na mistrzostwach Europy w Kopenhadze (1953).